# Championnat national de tennis des États-Unis 1943
Pour un article plus général, voir US Open de tennis.
Résultats détaillés de l’édition 1943 du championnat de tennis US National qui est disputée du 1er au 6 septembre 1943.

## Palmarès
| Tableau          | Vainqueurs                           | Vainqueurs | Score               | Finalistes                                 | Finalistes          |
| ---------------- | ------------------------------------ | ---------- | ------------------- | ------------------------------------------ | ------------------- |
| Simple dames     | Pauline Betz                         | États-Unis | 6-3, 5-7, 6-3       | Louise Brough Clapp                        | États-Unis          |
| Simple messieurs | Joseph Hunt                          | États-Unis | 6-3, 6-8, 10-8, 6-0 | Jack Kramer                                | États-Unis          |
| Double dames     | Louise Brough Clapp Margaret Osborne | États-Unis | 6-1, 6-3            | Patricia Canning Todd Mary Arnold Prentiss | États-Unis          |
| Double messieurs | Jack Kramer Frank Parker             | États-Unis | 6-2 6-4 6-4         | Bill Talbert David Freeman                 | États-Unis          |
| Double mixte     | Margaret Osborne Bill Talbert        | États-Unis | 10-6, 6-4           | Pauline Betz Pancho Segura                 | États-Unis Équateur |

## Simple dames
|  |               |  |   |   |   |
|  | Finale        |  |   |   |   |
|  |               |  |   |   |   |
|  |               |  |   |   |   |
|  | Pauline Betz  |  | 6 | 5 | 6 |
|  | Pauline Betz  |  | 6 | 5 | 6 |
|  | Louise Brough |  | 3 | 7 | 3 |

## Double dames
|  |                                   |  |   |   |  |
|  | Finale                            |  |   |   |  |
|  |                                   |  |   |   |  |
|  |                                   |  |   |   |  |
|  | Louise Brough Margaret Osborne    |  | 6 | 6 |  |
|  | Louise Brough Margaret Osborne    |  | 6 | 6 |  |
|  | Patricia Canning Todd Mary Arnold |  | 1 | 3 |  |

## Double mixte
|  |                               |  |    |   |  |
|  | Finale                        |  |    |   |  |
|  |                               |  |    |   |  |
|  |                               |  |    |   |  |
|  | Margaret Osborne Bill Talbert |  | 10 | 6 |  |
|  | Margaret Osborne Bill Talbert |  | 10 | 6 |  |
|  | Pauline Betz Pancho Segura    |  | 6  | 4 |  |